# Streptomyces griseus
Streptomyces griseus ist eine Art der Actinobakterien aus der Gattung Streptomyces.

## Entdeckung und Beschreibung
Streptomyces griseus wurde zuerst 1914 aus einer Bodenprobe aus Russland isoliert. Wenige Jahre später wurde es auch in Bodenproben aus den USA nachgewiesen. S. griseus kann sich sehr unterschiedlich verhalten, je nachdem auf welchem Substrat es wächst. Oft wird jedoch ein Mycel von grünlicher Farbe gebildet. Dieses besteht aus langen, wenig verzweigten Fäden, die unter dem Mikroskop erkennbar sind.

## Sekundärmetaboliten
Wie viele andere Arten der Gattung Streptomyces produziert Streptomyces griseus diverse Sekundärmetaboliten, die zum Teil medizinisch interessant sind. Dazu gehört beispielsweise das Candicidin, das früher als Fungizid eingesetzt wurde. Auch Streptomycin und Grisein werden von S. griseus gebildet. Die Biosynthese von Antibiotika ist jedoch sehr variabel und viele Genvarianten der Art produzieren keine.